# François Jourda de Vaux de Foletier
François Jourda de Vaux de Foletier, né le 28 juin 1893 à Noyant et mort le 17 février 1988 à Paris, est un archiviste et historien français, spécialiste de l’histoire des Tsiganes en Europe.

## Biographie

### Origine et formation
François Jourda de Vaux de Foletier est le fils de Léon Jourda de Vaux de Foletier (1854-1944), lieutenant-colonel d'infanterie, et d'Adrienne Bonnin de La Bonninière de Beaumont (1861-1913).
Élève de l’École des chartes, François Jourda de Vaux de Foletier y obtint en 1917 le diplôme d’archiviste paléographe avec une thèse sur Galiot de Genouillac, maître de l’artillerie de France.

### Vie professionnelle
Après un intérim aux Archives départementales de la Vienne, il fut archiviste départemental de la Charente-Inférieure de 1919 à 1937, puis, de 1937 à 1941, de la Seine-Inférieure et enfin de la Seine de 1941 à son départ à la retraite. Aux Archives de la Seine, il prit l'initiative d'une seconde reconstitution des registres paroissiaux et d'état civil de Paris disparus en 1871.

## L’œuvre
À partir de 1956, les recherches de Vaux de Foletier portèrent sur les Tsiganes et leur histoire dont il devint un spécialiste. En 1955, il fut l’un des fondateurs de la revue Études tsiganes.
Il reçut plusieurs prix de l’Académie française en 1931, 1961, 1970 et 1981, cf. infra.

## Hommages
Henriette Asséo lui dédia son livre Les Tsiganes — une destinée européenne, 1994.
À La Rochelle, la rue François-de-Vaux-de-Foletier dessert les Archives départementales de la Charente-Maritime et l'université de La Rochelle.
Il reçoit le Prix Romanès des Initiatives Tsiganes pour l'ensemble de son œuvre le 14 novembre 1983 à l'Espace Gaité, Paris.

## Publications
- La Rochelle d’autrefois et d’à présent, La Rochelle, Pijollet, 1923
- Galiot de Genouillac, maître de l’artillerie de France (1465-1546), Paris, A. Picard, 1925, 211 p. Prix Auguste-Furtado de l’Académie française en 1926
- Histoire d’Aunis et de Saintonge, Paris, Boivin, coll. « Vieilles provinces de France », 1929
- Le Siège de la Rochelle, Paris, Firmin-Didot, 1931, prix Thérouanne de l’Académie française en 1932 ; nouvelle édition, La Rochelle, éditions Quartier latin et Rupella, 1978
- Images de la Rochelle, ill. de Louis Suire, La Rochelle, La Rose des vents, 1932
- Le Comte de Buenos-Aires, en collaboration avec Max Dorian, Paris, Gallimard, 1937
- Brouage, ville morte, ill. de Louis Suire, La Rochelle, La Rose des vents, 1938
- « Étude sur les recherches biographiques aux archives de la Seine », in Jacques Meurgey de Tupigny, Guide des recherches généalogiques aux Archives nationales, Paris, Imprimerie nationale, 1953, 107 p. ; édition 1956
- Charentes, Paris, Hachette, coll. « Les Albums des Guides bleus », 1957.
- Poitou, photographies de Robert Thuillier, Paris, Hachette, coll. « Les Albums des Guides bleus », 1960
- Arches de Paris, ill. de Louis Suire, La Rochelle, La Rose des vents, 1960
- Les Tsiganes dans l'ancienne France, Paris, société d’édition géographique et touristique, coll. « Connaissance du monde », 1961, prix Broquette-Gonin de l’Académie française
- Mille ans d’histoire des Tsiganes, Paris, Fayard, coll. « Les Grandes Études historiques », 1970 prix Broquette-Gonin de l’Académie française ; (es) Mil anos de historia de los Gitanos, trad. de Domingo Pruna, Barcelone, Plaza et Janes, 1974 ; (it) Mille anni di storia degli Zigari, trad. de Mirella Karpati, Milan, Jaca Book
- Les Bohémiens en France au XIXe siècle, J.-C. Lattès, coll. « Lattès/Histoire, Groupes et Sociétés », 1981, prix Biguet de l’Académie française
- Le Monde des Tsiganes, Paris, Berger-Levrault, 1983

Vaux de Foletier rédigea plus de deux cents articles, comptes-rendus, notices bibliographiques dans la revue Études tsiganes et le (en) Journal of the Gipsy Lore Society.

## Distinctions
- Officier de la Légion d'honneur
- Commandeur de l'ordre des Palmes académiques
- Commandeur de l'ordre des Arts et des Lettres